# كاريل فايس
كاريل فايس (بالتشيكية: Karel Weis)‏ هو عالم موسيقى وملحن تشيكي، ولد في 13 فبراير 1862 في براغ في التشيك، وتوفي بنفس المكان في 4 أبريل 1944.

## وصلات خارجية
- كاريل فايس على موقع ميوزك برينز (الإنجليزية)
- كاريل فايس على موقع ديسكوغز (الإنجليزية)